# 2024年北印度洋氣旋季
2024年北印度洋氣旋季，泛指在2024年全年內的任何時間，於北印度洋水域所產生的熱帶氣旋。雖然有關方面並沒有設下本颱風季的指定期限，但大部份北印度洋的熱帶氣旋通常都會於四月至十二月期間形成。
本條目的範圍僅侷限於北印度洋水域。在北印度洋產生的氣旋風暴是由隶属于印度地球科学部的印度氣象局新德里氣旋中心命名，而在該地區的熱帶低氣壓的編號都以 A/B 字母作結。
在香港天文台的天氣圖上也包括東北印度洋地區，若有熱帶氣旋形成，則採用世界氣象組織級別法，最高強度都稱之為「超強颱風」，所有風暴都是無命名的。
（以下各氣旋風暴資訊以氣旋風暴存在期間的最強形態為名稱。）

## 已被國際命名的熱帶氣旋
自2024年北印度洋氣旋季開始以來，本氣旋季總共產生了以下熱帶氣旋。

### 強烈氣旋風暴雷馬爾（Remal）
5月22日，一個低氣壓在斯里蘭卡島東北方形成，美國海軍研究實驗室給予擾動編號99B。
5月24日下午5時半，印度氣象局將其升格為低氣壓，給予編號BOB 01。
5月25日下午5時半，印度氣象局將其升格為強低氣壓。
5月26日下午2時半，印度氣象局將其升格為強烈氣旋風暴。
5月27日凌晨1時半，聯合颱風警報中心將其升格為熱帶風暴，並給予熱帶氣旋編號01B。凌晨2時半，印度氣象局將其升格為氣旋風暴，並命名為雷馬爾（Remal）。
早上8時半，印度氣象局表示強烈氣旋風暴雷馬爾在孟加拉國和西孟加拉邦附近沿岸登陸。下午2時半，印度氣象局將其降格為氣旋風暴。
5月28日下午2時半，印度氣象局將其降格為低氣壓。傍晚7時半，聯合颱風警報中心對其發出最後警報。
5月29日凌晨2時半，印度氣象局認為其已減弱成一低壓區。

#### 事後調整
印度氣象局在最新路径報告中將雷馬爾的消散日期提前至5月28日。

### 氣旋風暴阿斯納（Asna）
8月25日上午5時半，印度氣象局將一個位於中央邦上空的低壓區升格為低氣壓。
8月26日晚上11時半，印度氣象局將其升格為強低氣壓。
8月27日，美國海軍研究實驗室給予擾動編號91A。
8月29日晚上11時半，聯合颱風警報中心將其升格為熱帶低氣壓，給予熱帶氣旋編號02A。
8月30日上午5時半，聯合颱風警報中心將其升格為熱帶風暴。上午11時半，印度氣象局將其升格為熱帶風暴，並命名為阿斯納（Asna）。
9月1日，印度氣象局認為其已減弱為低壓區。
9月3日，印度氣象局認為其已消散。

#### 事後調整
印度氣象局在最新路径報告中將阿斯納的消散日期提前至9月2日。

### 強烈氣旋風暴達娜（Dana）
10月19日，美國海軍研究實驗室給予擾動編號98B。
10月20日晚上11時半，印度氣象局表示低壓區在孟加拉灣以南海域生成。
10月22日上午5時半，印度氣象局將其升格為低氣壓，給予編號BOB 07。下午4時，聯合颱風警報中心將其評级提升為“高”，並對其發佈熱帶氣旋形成警報。下午5時半，印度氣象局將其升格為強低氣壓。傍晚7時半，聯合颱風警報中心將其升格為熱帶低氣壓。
10月23日上午5時半，印度氣象局將其升格為氣旋風暴，並命名為達娜（Dana）。下午2時，聯合颱風警報中心將其升格為熱帶風暴，並給於熱帶氣旋編號03B。晚上11時半，印度氣象局將其升格為強烈氣旋風暴。
10月24日上午11時半，聯合颱風警報中心將其升格為一級熱帶氣旋。晚上11時半，印度氣象局表示其在比塔卡尼卡附近登陸。
10月25日上午8時半，聯合颱風警報中心將其降格為熱帶風暴，並對其發佈最後一報。同時，印度氣象局將其降格為氣旋風暴。下午2時半，印度氣象局將其降格為強低氣壓。晚上11時半，印度氣象局將其降格為低氣壓。
10月26日上午8時半，印度氣象局將其降格為低壓區。

#### 事後調整
印度氣象局在最新路径報告中將其氣壓上調至986百帕。

### 氣旋風暴芬加爾（Fengal）
11月21日，颱風萬宜的部分殘餘雲帶進入印度洋，美國海軍研究實驗室給予擾動編號99B。
11月23日晚上11時，聯合颱風警報中心鑑定其與熱帶氣旋羅賓（Robyn）産生了「雙氣旋」。
11月25日上午8時半，印度氣象局將孟加拉灣東南部海域的低壓區升格為低氣壓，給予編號BOB 08。
11月26日凌晨1時半，聯合颱風警報中心將其評級提升為「高」，並對其發佈熱帶氣旋形成警報。上午8時半，印度氣象局將其升格為強低氣壓。
11月29日下午2時半，印度氣象局將其升格為氣旋風暴，命名為芬加爾（Fengal）。
11月30日，印度氣象局表示其在開利開爾及馬馬拉普拉姆（靠近本地治里市）之間登陸。
12月1日上午11時半，印度氣象局將其降格為強低氣壓。傍晚5時半，印度氣象局認為芬加爾已减弱為殘餘低壓。

#### 事後調整
印度氣象局在最新路径報告中將其氣壓上調至996百帕。

## 未被國際命名的熱帶氣旋

### 低氣壓BOB 02
7月19日上午8時半，印度氣象局將一個位於奧迪沙邦以西的低壓區升格為低氣壓，給予編號BOB 02。
7月20日下午5時半，印度氣象局認為其已減弱為一低壓區。

### 陸上強低氣壓01
8月2日下午5時半，印度氣象局將一個位於賈坎德邦上空的低壓區升格為低氣壓。
8月3日上午8時半，印度氣象局將其升格為強低氣壓。
8月5日上午5時半，印度氣象局將其降格為低氣壓。
8月6日上午8時半，印度氣象局認為其已減弱為一低壓區。

#### 事後調整
印度氣象局在最新路径報告中將其氣壓下調至988百帕。

### 低氣壓BOB 03
8月31日上午5時半，印度氣象局將一個位於安得拉邦以東海面上的低壓區升格為低氣壓，給予編號BOB 03。
9月2日上午11時半，印度氣象局將其降格為低壓區。

### 強低氣壓BOB 04
9月8日上午5時半，印度氣象局將一個位於安得拉邦以東海面上的低壓區升格為低氣壓，給予編號BOB 04。美國海軍研究實驗室隨後給予其擾動編號92B。晚上11時半，印度氣象局將其升格為強低氣壓。
9月9日下午5時半，印度氣象局將其降格為低壓區。
9月11日晚上11時半，印度氣象局再度將其升格為低氣壓。
9月13日晚上11時半，印度氣象局將其降格為低壓區。

#### 事後調整
印度氣象局在最新路径報告中將其氣壓上調至991百帕。

### 強低氣壓BOB 05
颱風摩羯登陸越南后，其殘餘雲系穿越中南半島進入印度洋。9月12日，美國海軍研究實驗室給予擾動編號93B。
9月13日下午5時半，印度氣象局將其升格為低氣壓，給予編號BOB 05。
9月14日上午5時半，印度氣象局將其升格為強低氣壓。
9月17日上午5時半，印度氣象局將其降格為低氣壓。
9月18日上午5時半，印度氣象局將其降格為低壓區。

#### 事後調整
印度氣象局在最新路径報告中將其消散日期提前至9月17日。

### 低氣壓ARB 01
10月11日，美國海軍研究實驗室給予擾動編號95A。
10月13日晚上11時半，印度氣象局將位於阿拉伯海的低壓區升格為低氣壓，給予編號ARB 01。
10月15日，印度氣象局表示其已在晚上10時半至11時半之間登陸阿曼。
10月16日凌晨2時半，印度氣象局將其降格為低壓區。

#### 事後調整
印度氣象局在最新路径報告中將其消散日期提前至10月15日，並將其氣壓下調至1001百帕。

### 低氣壓BOB 06
10月13日，美國海軍研究實驗室給予擾動編號96B。
10月15日晚上11時半，印度氣象局將位於斯里蘭卡南部海域的低壓區升格為低氣壓，給予編號BOB 06。
10月17日凌晨4時半，印度氣象局表示其已在安得拉邦登陸。上午8時半，印度氣象局將其降格為低壓區。

#### 事後調整
印度氣象局在最新路径報告中將其氣壓下調至1000百帕。

### 低氣壓BOB 09
12月13日，美國海軍研究實驗室給予擾動編號91B。
12月20日下午5時半，印度氣象局將位於安得拉邦以東海域的低壓區升格為低氣壓，給予編號BOB 09。
12月21日下午5時半，印度氣象局將其降格為低壓區。

#### 事後調整
印度氣象局在最新路径報告中將其氣壓下調至1002百帕。

## 2024年風暴名單
熱帶氣旋一旦在孟加拉灣或阿拉伯海增強為氣旋風暴後，印度氣象局就會給予名字。本年度第一個使用的名字是「Remal」，以#標注。
印度氣象局自2020年起採用新世代命名表，命名工作由印度氣象局負責，名字是根據以下名單而定，不按年度劃分。風暴名字由13個國家各自提交13個名稱，並以該國英文名稱按字母順序排列，名字使用順序同西北太平洋。尚未使用的名稱以灰色表示，粗體名稱表示該風暴活躍中，黑體字表示該年已經使用過。
| 提供國家   | 名稱    | 名稱     | 名稱     | 名稱     | 名稱     | 名稱    | 名稱     | 名稱    | 名稱       | 名稱     | 名稱     | 名稱     | 名稱      |
| ---------- | ------- | -------- | -------- | -------- | -------- | ------- | -------- | ------- | ---------- | -------- | -------- | -------- | --------- |
| 孟加拉     | Nisarga | Biparjoy | Amab     | Upakul   | Barshon  | Rajani  | Nishith  | Urmi    | Meghala    | Samiron  | Pratikul | Sarobor  | Mahanisha |
| 印度       | Gati    | Tej      | Murasu   | Aag      | Vyom     | Jhar    | Probaho  | Neer    | Prabhanjan | Ghurni   | Ambud    | Jaladhi  | Vega      |
| 伊朗       | Nivar   | Hamoon   | Akvan    | Sepand   | Booran   | Anahita | Azar     | Pooyan  | Arsham     | Hengame  | Savas    | Tahamtan | Toofan    |
| 馬爾代夫   | Burevi  | Midhili  | Kaani    | Odi      | Kenau    | Endheri | Riyau    | Guruva  | Kurangi    | Kuredhi  | Horangu  | Thundi   | Faana     |
| 緬甸       | Tauktae | Michaung | Ngamann  | Kyarthit | Sapakyee | Wetwun  | Mwaihout | Kywe    | Pinku      | Yinkaung | Linyone  | Kyeekan  | Bautphat  |
| 阿曼       | Yaas    | Remal#   | Sail     | Naseem   | Muzn     | Sadeem  | Dima     | Manjour | Rukam      | Watad    | Al-jarz  | Rabab    | Raad      |
| 巴基斯坦   | Gulab   | Asna     | Sahab    | Afshan   | Manahil  | Shujana | Parwaz   | Zannata | Sarsar     | Badban   | Sarrab   | Gulnar   | Waseq     |
| 卡塔爾     | Shaheen | Dana     | Lulu     | Mouj     | Suhail   | Sadaf   | Reem     | Rayhan  | Anbar      | Oud      | Bahar    | Seef     | Fanar     |
| 沙特阿拉伯 | Jawad   | Fengal   | Ghazeer  | Asif     | Sidrah   | Hareed  | Faid     | Kaseer  | Nakheel    | Haboob   | Bareq    | Alreem   | Wabil     |
| 斯里蘭卡   | Asani   | Shakhti  | Gigum    | Gagana   | Verambha | Garjana | Neeba    | Ninnada | Viduli     | Ogha     | Salitha  | Rivi     | Rudu      |
| 泰國       | Sitrang | Montha   | Thianyot | Bulan    | Phutala  | Aiyara  | Saming   | Kraison | Matcha     | Mahingsa | Phraewa  | Asuri    | Thara     |
| 阿聯酋     | Mandous | Senyar   | Afoor    | Nahhaam  | Quffal   | Daaman  | Deem     | Gargoor | Khubb      | Degl     | Athmad   | Boom     | Safar     |
| 也門       | Mocha   | Ditwah   | Diksam   | Sira     | Bakhur   | Ghwizy  | Hawf     | Balhaf  | Brom       | Shuqra   | Fartak   | Darsah   | Samhah    |

## 氣旋季影響
以下圖表顯示了2024年北印度洋氣旋季的所有熱帶氣旋以及它們的登陸資料(如有)。在括號內的死亡人數屬於非直接，但仍與風暴有關的死亡。所有破壞及死亡數字都包括風暴在擾動及溫帶氣旋階段時的資料。
| 風暴名稱     | 持續日期           | 最高強度     | 持續風速      | 氣壓         | 影響地區                                                               | 損失 （美元） | 死亡人數                   | 來源 |
| ------------ | ------------------ | ------------ | ------------- | ------------ | ---------------------------------------------------------------------- | ------------- | -------------------------- | ---- |
| 雷馬爾       | 5月24日－5月28日   | 強烈氣旋風暴 | 每小時110公里 | 978百帕斯卡  | 印度東部 、印度東北部 、孟加拉國                                       | 6.37億        | 85                         |      |
| BOB 02       | 7月19日－7月20日   | 低氣壓       | 每小時45公里  | 990百帕斯卡  | 奧迪沙邦                                                               | 無            | 無                         |      |
| 01           | 8月2日－8月6日     | 強低氣壓     | 每小時55公里  | 988百帕斯卡  | 西孟加拉邦、賈坎德邦、比哈爾邦、北方邦、中央邦、拉賈斯坦邦             | 無            | 無                         |      |
| 阿斯納       | 8月25日－9月3日    | 氣旋風暴     | 每小時75公里  | 988百帕斯卡  | 中央邦、拉賈斯坦邦、古吉拉特邦、巴基斯坦                               | 3000萬        | 73                         |      |
| BOB 03       | 8月31日－9月2日    | 低氣壓       | 每小時45公里  | 996百帕斯卡  | 安得拉邦、特倫甘納邦、奧迪沙邦                                         | 15.5億        | 27                         |      |
| BOB 04       | 9月8日－9月13日    | 強低氣壓     | 每小時55公里  | 993百帕斯卡  | 奧迪沙邦、中央邦、北方邦                                               | 無            | 0                          |      |
| BOB 05       | 9月13日－9月17日   | 強低氣壓     | 每小時55公里  | 989百帕斯卡  | 孟加拉國、西孟加拉邦、賈坎德邦、切蒂斯格尔邦、中央邦、北方邦           | 未知          | 53（308人失蹤）            |      |
| ARB 01       | 10月13日－10月15日 | 低氣壓       | 每小時45公里  | 1001百帕斯卡 | 阿曼                                                                   | 無            | 無                         |      |
| BOB 06       | 10月15日－10月17日 | 低氣壓       | 每小時45公里  | 1000百帕斯卡 | 泰米爾納德邦、安得拉邦、本地治里縣、卡納塔克邦                         | 無            | 無                         |      |
| 達娜         | 10月22日－10月26日 | 強烈氣旋風暴 | 每小時110公里 | 986百帕斯卡  | 印度(卡納塔克邦、泰米爾納德邦、賈坎德邦、西孟加拉邦、奧迪沙邦)、孟加拉 | 7330萬        | 7                          |      |
| 芬加爾       | 11月25日－12月1日  | 氣旋風暴     | 每小時85公里  | 992百帕斯卡  | 斯里蘭卡、印度(泰米爾納德邦、安得拉邦、喀拉拉邦、卡納塔克邦)           | 5500萬        | 37                         |      |
| BOB 09       | 12月20日－12月21日 | 低氣壓       | 每小時45公里  | 1002百帕斯卡 | 無                                                                     | 無            | 無                         |      |
| 季節總結     |                    |              |               |              |                                                                        |               |                            |      |
| 12個熱帶氣旋 | 5月24日－12月21日  |              | 每小時110公里 | 978百帕斯卡  |                                                                        | 23.5億        | 590（假定308人失蹤已死亡） |      |

## 外部連結
- 印度氣象局（页面存档备份，存于）
- 美國聯合颱風警報中心（JTWC）（页面存档备份，存于）
- 中國國家氣象中心-北印度洋氣旋公報（页面存档备份，存于）
- 泰國地球物理暨氣象部門（页面存档备份，存于）